# Emival Ramos Caiado
Emival Ramos Caiado (Goiás, 4 de maio de 1918 – Goiânia, 7 de agosto de 2004) foi um advogado, jornalista, agropecuarista e político brasileiro, membro de tradicional família goiana.

## Dados biográficos
Filho de Antônio Ramos Caiado e Maria de Amorim Caiado. Advogado formado pela Universidade Federal Fluminense em 1942, viveu entre o Rio de Janeiro e São Paulo antes de ingressar na UDN nos estertores do Estado Novo, presidindo o diretório municipal do partido em Anápolis. Eleito deputado estadual em 1950 e deputado federal em 1954, 1958 e 1962, foi autor da lei que fixou o dia 21 de abril de 1960 como a data de mudança da capital da República do Rio de Janeiro para Brasília.
Implantado o Regime Militar de 1964, foi reeleito deputado federal via ARENA em 1966 e conquistou um mandato de senador em 1970. Porém a negativa de apoio para que disputasse a reeleição em 1974 o fez renunciar em 10 junho do referido ano em favor de Leoni Mendonça.
Seu pai foi deputado federal e depois senador por Goiás, estado onde quatro membros da família Caiado chegaram ao governoː Brasil Ramos Caiado, Mário de Alencastro Caiado, Leonino Caiado e Ronaldo Caiado. Outros integrantes do clã foram deputados federais pelo respectivo estado, a saberː Brasílio Caiado e Elcival Caiado.